# Zanclea sango
Zanclea sango is een hydroïdpoliepensoort uit de familie van de Zancleidae. De wetenschappelijke naam van de soort werd in 2011 gepubliceerd door Hirose & Hirose.